# Дозовка (посёлок)
До́зовка — исчезнувший посёлок в Гайнском районе Пермского края. Входил в состав Серебрянского сельсовета.

## Географическое положение
Располагался в устье ручья Ыджыдшор при его впадении в реку Дозовка, в 52 км к северо-западу от районного центра пос. Гайны и в 19 км к северо-востоку от посёлков Серебрянка и Берёзовка.

## История
Посёлок был основан в 1931 году спецпереселенцами. В июне 1931 года около 10 000 чел. были доставлены на баржах в деревню Берёзовка, в 19 км к югу от будущей Дозовки. Переселенцы проложили в лесу дорогу и начали строить новый посёлок. Был организован Дозовский лесопункт Гайнского леспромхоза, начальником которого был Степан Егорович Шапоров. В посёлке была построена спецкомендатура, больница, налажен выжег кирпича. В 1932 году открылись 4-классная школа и детские ясли-сад.
По данным на 15 января 1932 года в Дозовке было 284 хозяйства. К 1933 году в живых осталось лишь около 50 семей, остальные погибли от голода, холода и болезней.
В апреле 1935 года посёлок был признан непригодным для обитания и ликвидирован. Все жители переселены в рабочий посёлок Шордын. В 1948 году остатки строений Дозовки и кладбище погибших от голода переселенцев размером в 1 га сравняли с землёй.
В июле 2011 года на месте исчезнувшего посёлка был установлен поклонный крест. Гайнская районная газета «Наше время» написала об этом следующее:
Без настойчивости, а порой даже фанатизма председателя районного филиала общества «Мемориал» Г. Г. Сушковой, этого бы не случилось ещё долгое время. О том, что в местах массовой гибели невиновных людей надо установить кресты, разговор зашёл ещё в апреле, когда в район приезжал председатель окружного филиала общества «Мемориал». А. М. Кривощёков. Изготовлен дозовский поклонный крест предпринимателем С. Харченко. Потом усилиями глав Сёйвинского сельского поселения В. Г. Дробыша и Серебрянского сельского поселения В. Н. Степанова доставлен к мосту через реку Дозовка. Мост в плохом состоянии, и перевезти крест через речку и доставить его к памятному месту помогли серебрянцы Фархат Султанов и Андрей Маленьких, которые ездят на свои покосы на мотоциклах. Крест установлен, а на нём — икона Жировицкой Божьей матери, она особо почитаема белорусами. Осталось установить на крест памятную табличку и освятить.